# Inna
Inna, pseudonimo di Elena Alexandra Apostoleanu (Mangalia, 16 ottobre 1986), è una cantante rumena.
Il suo singolo di debutto, Hot, pubblicato a novembre 2008, è entrato nella top 10 in otto Paesi europei, garantendo alla cantante il successo del suo omonimo album, uscito l'agosto successivo. Dal disco sono stati estratti altri singoli di successo, tra i quali Déjà vu, Love, Amazing e 10 Minutes. Hot è l'ottavo album più venduto in Romania nel 2010. Successivamente il singolo Sun Is Up ha raggiunto le prime dieci posizioni delle classifiche di otto Paesi, confermando il successo internazionale dell'artista. Nel corso degli anni ha continuato a firmare brani di successo a livello internazionale come More than Friends, Caliente, We Wanna, Diggy Down e Cola Song.
Nel corso della sua carriera, Inna ha pubblicato otto LP in studio, inciso musica in quattro lingue (inglese, romeno, spagnolo e in Yalla l'arabo) e realizzato collaborazioni con artisti di fama mondiale come Daddy Yankee, Pitbull, Yandel, J Balvin e Sean Paul.
Con 4 milioni di unità vendute con i suoi primi tre album, Inna è fra gli artisti rumeni di maggior successo di sempre in termini di vendite.

## Biografia
Elena Alexandra Apostoleanu è nata il 16 ottobre 1986 nel quartiere di Neptun a Mangalia, in Romania. La cantante ha affermato che il suo amore per la musica fu sempre sostenuto ed alimentato dalla sua famiglia dove sua madre ed i suoi nonni cantavano per diletto. Quando era bambina, suo nonno era solito chiamarla Inna, e per questo motivo ha adottato tale appellativo come suo nome d'arte. Da adolescente, Inna ascoltava una grande varietà di generi musicali. Anche se il suo genere preferito è l'electro-dance, le piaceva ascoltare anche Christina Aguilera e Beyoncé. Ha inoltre affermato che per lei risultava facile cantare qualunque canzone le piacesse.
Ha studiato al liceo economico di Mangalia, ora chiamato Colegiul Economic Mangalia. Dopo essersi diplomata alle scuole superiori con buoni voti, ha deciso di studiare scienze politiche all'Università di Costanza. Verso la fine del 2007 Inna ha firmato un contratto con la squadra discografica rumena Play & Win ed ha iniziato a registrare le sue prime canzoni. All'inizio del 2008 Inna ha presentato due canzoni, Goodbye e Sorry, per rappresentare il suo Paese all'Eurovision Song Contest di quell'anno, ma nessuna di esse ha passato le selezioni.

## Carriera

### 2008-2010: il debutto conHot
Il 12 agosto 2008 è stato lanciato sul mercato il singolo di debutto di Inna, intitolato Hot, prodotto dai Play & Win, un trio di musica dance nonché tra i più celebri produttori musicali rumeni. Il singolo ha subito riscosso successo in Romania, giungendo alla quinta posizione della classifica del Paese il mese successivo; è inoltre subito diventato un successo radiofonico nei Paesi balcanici e nel Medio Oriente. A novembre 2008, mentre Inna era alla ricerca di ballerini per il suo tour promozionale, alcune canzoni da lei registrate, come Left Right e O, ce veste minunată! sono apparse su Internet, successivamente il brano Left Right venne confermato come singolo promozionale dal disco. Inna ha cantato in molte discoteche rumene, tra le quali Club Turabo, una delle più popolari del Paese, situata a Bucarest. Nel corso 2009, Hot è uscito in tutta Europa. Il singolo è stato un successo in tutto il continente: ha raggiunto la vetta delle classifiche in Spagna ed è entrato nelle top ten di Fiandre, Vallonia, Francia, Paesi Bassi, Regno Unito, Repubblica Ceca ed Ungheria; ha inoltre avuto un rilevante successo radiofonico in Polonia, Ungheria e Turchia. Nel frattempo, nel corso del 2008, altri due singoli promozionali, Fever e On & On, sono stati resi disponibili gratuitamente sul sito della cantante per un periodo limitato di due settimane.
Il 16 febbraio del 2009 pubblica il secondo singolo Love con il video musicale, la canzone ottenne successo in Romania. Inna ha ricevuto la Nomination del primo premio della sua carriera agli Eska Music Awards nel 2009, essendo stata nominata per la Miglior Cantante e per il Miglior Singolo. Il 15 aprile 2009, Inna ha firmato un contratto con una prestigiosa etichetta discografica statunitense, la Ultra Records. Il 12 maggio, Inna è stata candidata quattro volte alla MTV Romanian Music Awards, come Best Dance, Best Debut, Best Show e il premio speciale per Borderbreaker. Prima del suo enorme successo nella primavera del 2009, ha collaborato con Inna il DJ romeno e produttore Bob Taylor e insieme hanno inviato la loro canzone Deja vu alla radio Mainstream il 2 giugno 2009. È diventata un'altra top ten al Romanian Top 100, piazzandosi al numero sette nel luglio 2009. Il brano ha venduto oltre 40 000 copie durante quella estate. Il 6 agosto 2009, Inna pubblicò il suo quarto singolo Amazing, una canzone originale registrata da Anca Badiu. L'8 agosto è uscito il suo album di debutto intitolato Hot. La canzone Amazing ha raggiunto la numero uno della Romanian Top 100 nel mese di ottobre 2009. Per Natale, la cantante pubblica il 12 dicembre 2009 un EP chiamato I Need You for Christmas, con al suo interno il singolo omonimo pubblicato il 3 dicembre 2009, il brano O, ce veste minunată!, già noto dal 2008 e pubblicato poi come singolo promozionale il 24 dicembre 2009. Quattro brani unreleased creati nel 2007 durante il periodo pre-debutto della cantante vennero rilasciati sul web ufficialmente e sono: "Sorry", "Goodbye", "Good Morning" e "Never". Nel 2010, Inna ha promosso un quinto singolo dal titolo 10 Minutes, diffuso dalla radio romena il 25 gennaio 2010.

### 2010-2011:I Am the Club Rocker
Nel giugno 2010 ha pubblicato il singolo Sun Is Up; il brano ha avuto un grande successo raggiungendo il primo posto in Bulgaria e la posizione nº 3 in Russia e la Top 20 in molti altri paesi del mondo. Il video musicale di Sun Is Up è stato girato il 24 agosto a Marbella, in Spagna, diretto da Alex Herron. Il video musicale è stato reso ufficiale il 30 settembre sul sito ufficiale di Inna. Inna ha deciso di pubblicare il suo secondo album, I Am the Club Rocker, che contiene i brani Sun Is Up e Club Rocker, insieme ai singoli promozionali incisi in precedenza July, No Limit, Señorita e Moon Girl compreso Un Momento. L'album è stato pubblicato dalla UltraRecords il 19 settembre del 2011.
All'inizio del 2011 ha intrapreso il suo primo tour ufficiale, attraversando: Francia, Spagna, Germania, Turchia, Libano e Romania. È stata in tour nel Regno Unito per la prima volta nel giugno 2011. Dal 4 luglio al 14 luglio 2011 Inna è tornata in Francia, al fine di promuovere il secondo singolo dell'album, Club Rocker. Nel 2011, Inna è stata più promossa negli Stati Uniti rispetto agli anni precedenti grazie alla collaborazione con Flo Rida nel singolo Club Rocker. L'album di Inna è stato pubblicato il 19 settembre e, sullo store italiano di iTunes Dance Album, l'album si trova alla posizione numero 4.
Successivamente, nel novembre 2011 è stato creato un nuovo sito per la campagna Bring The Sun in My Life, contro la violenza domestica, di cui Inna è l'ambasciatrice principale. Un nuovo singolo estratto dall'album è Endless, il cui video è stato pubblicato sul canale YouTube della cantante il 25 novembre 2011.
La cantante chiude ufficialmente le promozioni del disco ad aprile 2012 rilasciando il quinto ed ultimo singolo "Wow" con anche il suo video musicale.

### 2012-2013:Party Never Ends
Nella prima metà del 2012 Inna lancia un nuovo singolo intitolato Caliente, compresi i singoli promozionali Ok e Alright. Pubblica come singoli ufficiali anche Crazy Sexy Wild, Inndia e J'adore. L'11 novembre 2012 la cantante annuncia che durante la notte di San Silvestro si esibirà al Meydan Racecourse di Dubai.
Il 1º gennaio 2013 ha annunciato su Twitter che il suo nuovo album sarà intitolato Party Never Ends. Il 23 gennaio 2013 è uscito il suo nuovo singolo, More than friends, con annesso il video disponibile su youtube. Esiste una versione della canzone in collaborazione con Daddy Yankee. Il 27 maggio 2013 esce il video su YouTube della canzone Dame Tu Amor con il gruppo Reik. Il 25 giugno 2013 esce la versione audio della canzone Spre mare; il 26 luglio 2013 esce il video della canzone Be My Lover sul canale YouTube di Inna. Nell'autunno collabora con Andreas Schuller per il singolo Pinata 2014 e fa uscire il nono ed ultimo singolo In Your Eyes.

### 2014-2016: collaborazioni, quarto albumINNAe altri progetti
In un'intervista, Inna ha dichiarato che il suo prossimo album, previsto per il 2014, si chiamerà LatInna; è annunciato anche un EP intitolato "Summer Days". Il primo singolo dell'album è Cola Song, è uscito il 14 aprile 2014.
Il 27 giugno 2014 Inna collabora con il rapper romeno Puya con la canzone in lingua romena Striga! facendo anche il video clip registrato in Romania.
Il 2 luglio 2014 esce la lyrics video di Good Time, secondo singolo ufficiale dall'album LatInna; la canzone vede la partecipazione del rapper Pitbull, con il quale Inna aveva collaborato nella canzone di All The Things.
Nei mesi di agosto e settembre pubblica 6 canzoni che sarebbero dovute essere contenute nell'EP Summer Days annunciate in precedenza. L'EP alla fine non fu più pubblicato ma venne annunciato che questi brani saranno contenuti direttamente nel quarto album in studio e sono i 6 singoli promozionali di esso. 
Il mese successivo annuncia i titoli ed i trailer di altre 6 nuove canzoni che saranno contenute nel nuovo disco: "Bamboreea", "Jungle", "We Wanna", "Randez Vous", "Dance Avec Moi" e "Hola", ma successivamente, due di loro cambieranno titolo (Jungle in Too Sexy e Hola in "Heart Drop").
Il 28 agosto Inna collabora con Dara, Antonia e Carla's Dreams per il singolo in lingua romena Fie ce-o fi proveniente dal nuovo album di Dara.
Il 20 ottobre viene pubblicato il singolo Fata din rândul trei cantato in lingua romena, la canzone fu promossa in radio in Romania e in alcune esibizioni live entrando in classifica appunto in Romania, il mese dopo pubblica una cover You Know You Like It sul suo canale di YouTube e iTunes.
Il 25 novembre 2014 esce la canzone Diggy Down, terzo singolo del suo nuovo album, di cui pubblica una nuova versione con il rapper Yandel.
Nel mese di dicembre collabora con Morandi per un singolo chiamato Summer in December pubblicandola lo stesso mese su iTunes e YouTube.
Ad aprile 2015 collabora con una band romena i 3 SUD EST con la canzone commercializzata come singolo Mai Stai e l'8 giugno 2015 esce la canzone in collaborazione con Alexandra Stan e il rapper Daddy Yanke dal titolo We Wanna.
Nel mese di luglio annuncia che il quarto album si chiamerà Inna al posto di LatINNA e per la versione giapponese Body And The Sun che verrà pubblicato per il Giappone il 24 luglio 2015 e per il Mondo nel mese di ottobre, annunciando anche il quarto singolo Bop Bop pubblicandolo il 13 luglio 2015.
Il 3 agosto esce Nu Sunt una canzone di Nicoleta Nuca con Inna e Antonia con un video musicale per youtube, la canzone è in lingua romena, e il 19 ottobre esce Te Rog di Carla's Dreams con Inna sempre in lingua romena.
Il 27 ottobre pubblica l'album INNA per il mercato internazionale con l'aggiunta di altri brani inediti, l'unico brano che fu escluso e mai pubblicato sennonché un semple di pochi secondi è la canzone: Dance Avec Moi. In più oltre al rilascio del disco Inna rilascia il brano Bamboorea come singolo promozionale con un video musicale online.
A novembre pubblica pure il quinto singolo da INNA, ovvero Yalla, una canzone che contiene alcune frasi in lingua araba ed infatti il video musicale lo ha registrato in Marocco. Sempre nello stesso mese vince vari premi come un EMA awards come migliore artista romena.
Nel febbraio 2016 annuncia varie date di concerti in Messico e nel resto del mondo con un nuovo tour per il 2016 e in più pubblica ufficialmente Rendez vous come sesto singolo dal suo quarto album.
Il 3 marzo 2016 Inna pubblica sul suo canale YouTube il video della canzone Bad Boys, estraendola come settimo ed ultimo singolo dal disco, chiudendo le promozioni di esso.

### 2016-2018:Nirvanae la band G girls
Il 20 aprile 2016 si diffonde sul web la notizia che la cantante sia alle Mauritius per girare un nuovo video. Inna conferma il tutto e annuncia che la sua prossima canzone si chiamerà Heaven, il cui video verrà pubblicato il 7 giugno, di fatto in quello stesso giugno il singolo viene reso disponibile nel mondo, confermando in particolare il fatto che questo brano, è il primo singolo che anticipa il quinto disco della sua carriera discografica che verrà pubblicato nel 2017.
Il 1º giugno la casa discografica di Inna, la Global Records, realizza un progetto unendo come una band le cantanti rumene più famose, ovvero Inna, Alexandra Stan, Antonia e Lori che pubblicano il loro singolo Call The Police il quale divenne una hit in Polonia. Le quattro cantanti insieme chiamarono la band G girls, dato che tutte appartengono alla casa discografica: Global Records.
A poco più di una settimana dall'uscita di Heaven, il 15 giugno Inna pubblica sul suo profilo Instagram ufficiale alcune foto che la ritraggono sul set intenta a girare un nuovo video. La cantante annuncia l'arrivo di un singolo che si chiamerà Say It with Your Body e sarà prodotta dalla Global Records. Di fatto il singolo fu realmente pubblicato il 28 settembre 2016 nel mondo digitale con il video musicale su Youtube. Oltre a tutto ciò la cantante continua anche a tenere vari concerti nel mondo ma ancora non rivela i dettagli sul suo nuovo album.
Il 16 ottobre per il suo trentesimo compleanno, lei stessa sul suo canale YouTube pubblica l'audio e la versione live session di una nuova canzone, chiamata Cum ar fi?, in lingua romena, però la cantante non ha ancora specificato se questo brano sarà un singolo contenuto nel nuovo disco di inediti. A febbraio 2017 Inna, rilascia un altro singolo Gimme Gimme, anch'esso deve anticipare l'uscita del nuovo album, in più, le "G girls" si riuniscono per il rilascio del loro secondo singolo: Milk and Honey.
Nei mesi successivi Inna collabora con altri artisti come Marco & Seba nella canzone Show Me The Way, ancora una volta con Carla's Dreams per la canzone in lingua romena Tu Si Eu e infine con Sam Feldt X Lush & Simon in Fade Away. In più a fine giugno rilascia il brano estivo Ruleta, insieme al rapper Erik ed è un altro singolo che anticipa il quinto disco di inediti della cantante. Sempre nello stesso anno è giudice alla versione romena di The Voice Kids insieme ad Andra e Marius Moga. Segue la pubblicazione del singolo Nirvana a novembre ed il 17 dicembre, pubblica finalmente il quinto disco omonimo.

### 2018-2022:Yo,Heatbreaker,Champagne Problems
Nel maggio 2019, dopo aver lanciato vari singoli, Inna pubblica il suo primo album completamente in spagnolo, Yo. L'artista definisce l'album come sperimentale e ispirato alla musica gitana, dunque lontano dalle sonorità dei suoi precedenti lavori. In seguito alla pubblicazione di questo lavoro, Inna firma un contratto con la Roc Nation, casa discografica di Jay-Z. Il primo singolo lanciato sotto questa etichetta è Iguana, che ha raggiunto la numero 4 nella classifica romena. Successivamente l'artista lancia il suo primo magazine online, InnaMag, e viene selezionata per la prima stagione dell'edizione romena del programma Il cantante mascherato, che andrà in onda prossimamente ed a cui parteciperà in qualità di giudice. A partire dal 2020, Inna ricomincia a pubblicare singoli EDM, ritornando parzialmente allo stile degli esordi. Il 27 novembre 2020 Inna pubblica il suo settimo album Heartbreaker in esclusiva su YouTube, per poi pubblicarlo su ogni altra piattaforma nella settimana successiva.
Nel 2021 Inna collabora con Sean Paul nel singolo Up. Nel 2022 pubblica il suo ottavo album Champagne Problems ed altri singoli.

### 2023-presente:Just Dance
Il 10 febbraio 2023 pubblica la prima parte del suo nono album in studio Just Dance, seguita dalla pubblicazione della seconda parte il 14 aprile successivo.

## Filantropia
Inna è un'attivista che si occupa dei diritti dei bambini in Romania, prendendo parte anche a molte iniziative dell'UNICEF. L'artista è inoltre un'attivista per i diritti delle persone LGBT.

## Discografia

### Album in studio
- 2009 – Hot
- 2011 – I Am the Club Rocker
- 2013 – Party Never Ends
- 2015 – Inna
- 2017 – Nirvana
- 2019 – Yo
- 2020 – Heartbreaker
- 2022 – Champagne Problems
- 2023 – Just Dance
- 2024 – Everything or Nothing
- 2024 – El pasado

### Raccolte
- 2015 – The Best Of
- 2017 – Summer Hits
- 2018 – 10 ans de hits !

## Tournée
- 2011 – INNA en Concert Tour
- 2011 – Inna Live la Arenele Romane
- 2012 – I Am the Club Rocker Tour
- 2013 – Party Never Ends Tour
- 2014 – Inna Concerts 2014
- 2016/17 – Inna Concerts
- 2018 – USA & Canada Tour
- 2022 – Europe Tour
- 2024 – North American Tour
- 2025 – Echoes Tour